# Punta Canelo
Punta Canelo är en udde i Chile.   Den ligger i provinsen Provincia de Magallanes och regionen Región de Magallanes y de la Antártica Chilena, i den södra delen av landet, 2 200 km söder om huvudstaden Santiago de Chile.
Terrängen inåt land är kuperad åt sydost, men västerut är den platt. Havet är nära Punta Canelo åt nordväst. Trakten runt Punta Canelo är nära nog obefolkad, med mindre än två invånare per kvadratkilometer.. Det finns inga samhällen i närheten.